# فرودگاه برن (شهر)
فرودگاه برن (شهر) (به انگلیسی: Bernard's Airport) یک فرودگاه خصوصی است . این فرودگاه در شهر بیورتون، اورگن کشور ایالات متحده آمریکا قرار دارد .